# Nida
Nida (Nidawi, Nidawin, Nidawį),  Nida je zemaljski duh sličan slonu iz mitologije Omaha i Ponca. Možda se temelji na fosilima mastodonta. Nidawi je ženski oblik imena.
Njemu srodne figure u drugim plemenima: Stiff-Legged (šumski Indijanci), mamutski medvjed (Nyah-Gwaheh; Irokezi) i ljudožder (Atipa-Tcoba; Koasati)